# Pilavas
Pilavas (griechisch Ούζο Πιλαβά) ist ein griechischer Ouzo. Hergestellt wird er in Patras.
Erstmals wurde Pilavas 1940 hergestellt. Heute wird er von dem Familienunternehmen Pilavas S.A. produziert. In mehr als 30 Länder wird der Ouzo exportiert. Die Spirituose ist mit 38 % oder mit 40 % Volumenprozent erhältlich. Eine Besonderheit ist die Ruhezeit. Nach dem Brand lagert der Ouzo zwischen zwei bis drei Monaten in Stahlfässern, um zu reifen. Aufgrund dieser Vorgehensweise erhält er seinen kräftigen Geschmack.